# 와다 하루키
와다 하루키(일본어: 和田 春樹, 1938년 1월 13일~)는 일본의 역사 학자이자 도쿄 대학의 명예 교수이다. 전문은 소련사와 한국 현대사이며, 부인은 정치학자인 와다 아키코이고 장녀 와다 마호는 네리마구의 의원이다.

## 인물
1938년 오사카부에서 태어나 1960년 도쿄 대학 문학부 서양사학과를 졸업하고 동 대학에서 사회과학연구소 교수로 재직하여 소련사와 남북한 현대사에 대해 연구하였다. 1996년 도쿄 대학 사회과학연구소 소장을 지냈다.
행동하는 일본의 대표적 진보 지식인으로서 한국에도 잘 알려져 있는 학자이다. 특히, 한국에는 북한 전문가로서 유명하며, 한국의 북한 연구에도 많은 영향을 끼쳤다. 그의 북한 현대사와 김일성에 관한 연구는 기존의 남한과 북한의 한 쪽으로 치우친 연구에 비해 각종 사료의 활용과 철저히 1차 자료의 분석에 기반한 객관적인 연구로 평가받고 있으며 일본 극우세력들에게는 매우 부정적인 평가를 받고있다.

## 주요 경력
- 시즈오카현립 시미즈히가시고등학교 졸업
- 1960년 3월 - 도쿄 대학 문학부 서양사 학과 졸업
- 1960년 4월 - 도쿄 대학 사회과학 연구소 조수
- 1966년 - 도쿄 대학 사회과학 연구소 강사
- 1968년 - 도쿄 대학 사회과학 연구소 조교수
- 1985년 - 도쿄 대학 사회과학 연구소 교수
- 1996년 4월 - 도쿄 대학 사회과학 연구소 소장(1998년 3월까지)
- 1998년 3월 - 도쿄 대학 퇴관
- 1998년 5월 - 도쿄 대학 명예 교수
- 2001년 4월 - 도호쿠 대학 도호쿠 아시아 연구 센터 객원 교수

## 저서
- 『ニコライ・ラッセル――国境を越えるナロードニキ]（上・下）』（中央公論社, 1973年）니콜라이 수질롭스키
- 《김일성과 만주항일전쟁》『金日成と満州抗日戦争』（平凡社, 1992年）
- 《역사로서의 사회주의》『歴史としての社会主義』（岩波書店［岩波新書］, 1992年）
- 《한국 전쟁》『朝鮮戦争』（岩波書店, 1995年）
- 《북조선-유격대 국가에서 정규군국가로》『北朝鮮――遊撃隊国家の現在』（岩波書店, 1998年）
- 《동북아시아 공동의 집》『東北アジア共同の家――新地域主義宣言』（平凡社, 2003年）
- 《러일전쟁》『日露戦争 起源と開戦』（岩波書店, 2009-10年）
- 《한일 100년사》『日本と朝鮮の一〇〇年史 これだけは知っておきたい』平凡社新書、2010
- 《동북아시아 영토문제, 어떻게 해결할 것인가》『領土問題をどう解決するか 対立から対話へ』平凡社新書、2012
- 《일본군'위안부' 문제의 해결을 위하여》『慰安婦問題の解決のために アジア女性基金の経験から』平凡社新書　2015